# Shiloh (artist)
Shiloh Hoganson, född 25 april 1993 i Abbotsford, mer känd som bara Shiloh, är en kanadensisk sångerska. Hennes musikkarriär började år 2008 då hon släppte sin debutsingel "Operator (A Girl Like Me)". Låten nådde plats 30 på den kanadensiska singellistan och låg kvar på listan i totalt 20 veckor. Den 18 augusti 2009 släppte hon sitt debutalbum Picture Imperfect. Även hennes singel "Goodbye, You Suck" låg en vecka på den kanadensiska singellistan där den tog sig in på plats 73.

## Diskografi

### Album
- 2009 - Picture Imperfect